# Пьендибене, Хосе
Хосе́ Анто́нио Пьендибе́не (исп. José Antonio Piendibene; 5 июня 1890 или 1891, Монтевидео — 12 ноября 1969, Монтевидео) — уругвайский футболист, нападающий. По опросу журнала «El Gráfico» (1922 года), Пьендибене — лучший футболист Уругвая начала XX века.

## Биография
Хосе Антонио Пьендибене родился 5 июня 1890 года в районе Поситос города Монтевидео в семье Дона Хуана Пьендибене и Доны Розы Феррари. Он рос в большой семье, в которой, помимо него, было ещё восемь братьев и сестёр.
В 1908 году Пьендибене пришёл в молодежную команду ЦУЖДКК/«Пеньяроля» из «Уракан Поситос», а уже через несколько месяцев в 17-летнем возрасте, 26 апреля 1908 года, Пьендибене дебютировал в главной команде клуба в матче против клуба «Френч», забив два мяча. Выступал за команду на протяжении 20 лет (последний матч — 7 октября 1928 года), сыграв 506 матчей и забив 253 мяча (лучший результат в истории любительского футбола Уругвая). Пьендибене до сих пор находится на втором месте по количеству голов в ворота главного соперника «Пеньяроля» — «Насьоналя» — 24 гола в 64 матчах, рекорд, который побил лишь Фернандо Морена 50 лет спустя.
В сборной Уругвая Пьендибене провёл 56 матчей и забил 26 мячей, трижды став чемпионом Южной Америки. Пьендибене до сих пор является обладателем рекорда по количеству голов в ворота сборной Аргентины — 17. Также Пьендибене 17 декабря 1919 года стал первым футболистом, сумевшим забить за сборную Уругвая три гола в одной игре. Соперником также были аргентинцы, а Уругвай выиграл со счётом 4:2.
По окончании карьеры футболисты дважды возглавлял «Пеньяроль» в качестве тренера.

## Награды

### Командные
- Чемпион Уругвая: 1911, 1918, 1921, 1924, 1926, 1928
- Чемпион Южной Америки (3): 1916, 1917, 1920
- Обладатель Кубка Липтона (3): 1910, 1911, 1912

### Личные
- Лучший игрок чемпионата Южной Америки (1): 1920